# روبرت موران (ملحن)
روبرت موران (بالإنجليزية: Robert Moran)‏ هو ملحن أمريكي، ولد في 8 يناير 1937 في دنفر في الولايات المتحدة.

## وصلات خارجية
- الموقع الرسمي
- روبرت موران على موقع IMDb (الإنجليزية)
- روبرت موران على موقع ميوزك برينز (الإنجليزية)
- روبرت موران على موقع ديسكوغز (الإنجليزية)